# Écury-le-Repos
Écury-le-Repos település Franciaországban, Marne megyében. Lakosainak száma 62 fő (2022. január 1.). Écury-le-Repos Clamanges, Val-des-Marais, Fère-Champenoise és Pierre-Morains községekkel határos.

## Népesség
A település népességének változása:
| Lakosok száma | 103  | 81   | 78   | 67   | 70   | 63   | 59   | 55   | 58   | 62   |
|               | 1968 | 1982 | 1990 | 2006 | 2013 | 2015 | 2017 | 2019 | 2020 | 2022 |